# Chalais (Vienne)
Chalais è un comune francese di 530 abitanti situato nel dipartimento della Vienne nella regione della Nuova Aquitania.

## Società

### Evoluzione demografica
Abitanti censiti